# Paliperidon
Paliperidon ist ein Arzneistoff aus der Gruppe der atypischen Neuroleptika. Unter dem Handelsnamen Invega (Janssen Pharmaceutica) ist er seit 2007 in der Europäischen Union in Form von Retardtabletten zugelassen für die Behandlung der Schizophrenie. Es folgten die intramuskulären Depotformen Xeplion (2011), Trevicta (2016) und Byannli (2020) für eine weniger häufige Verabreichung.
Die Verabreichung der Depotform erhöht die Kontrolle der kontinuierlichen Gabe des Medikaments. Dies ist insofern wichtig, als Neuroleptika für die Therapie einiger schwerer psychischer Erkrankungen eingesetzt werden, von den Patienten aber oftmals mangels Einsicht nach einiger Zeit wieder abgesetzt werden. Gleichzeitig vereinfacht die Depotform den Alltag für die Betroffenen, da die tägliche Einnahme und die damit verbundenen Spiegelschwankungen wegfallen. Nachteilig gegenüber der Tablettenform ist hingegen der Aspekt, dass der Wirkstoff beim Auftreten von unerwünschten Wirkungen noch längere Zeit aus dem Depot in den Blutkreislauf abgegeben wird und die Wirkung somit noch längere Zeit anhält.

## Klinische Angaben
Paliperidon ist der pharmakologisch aktive Hauptmetabolit 9-Hydroxyrisperidon des Neuroleptikums Risperidon.
Hinsichtlich der erwünschten und unerwünschten Wirkungen gleicht Paliperidon weitgehend dem Risperidon. Allerdings wurde vom Hersteller bisher noch keine Vergleichsstudie veröffentlicht.
Paliperidon gehört zur Gruppe der Analogpräparate.

## Pharmakologische Eigenschaften

### Wirkungsmechanismus (Pharmakodynamik)
Der Wirkmechanismus ist teilweise schon bei Risperidon beschrieben. Paliperidon bindet stark an Serotonin-5-HT2- und Dopamin-D2-Rezeptoren. Darüber hinaus blockiert Paliperidon auch α1-Adrenozeptoren und, in geringerem Ausmaß, Histamin-H1-Rezeptoren sowie α2-Adrenozeptoren. Die pharmakologische Wirkung der (+)- und (–)-Paliperidon-Enantiomere ist qualitativ und quantitativ ähnlich.

### Aufnahme und Verteilung im Körper (Pharmakokinetik)
Die Pharmakokinetik der Paliperidon-Präparate unterscheidet sich in einigen Punkten von jenen des Risperidons. Auf Grund der Retardform kommt es zu geringeren Schwankungsbreiten zwischen den Spitzen- und Talkonzentrationen im Vergleich zu jenen, die bei Risperidon-Präparaten mit sofortiger Freisetzung beobachtet wurden.
Die absolute orale Bioverfügbarkeit von Paliperidon beträgt 28 %. Da die Resorption auch davon abhängt, ob die Einnahme auf nüchternen Magen oder mit einer Mahlzeit erfolgt, ist es notwendig, dass die Patienten sich für eine Art der Einnahme entscheiden und dabei bleiben.
Paliperidon wird höchstwahrscheinlich nicht extensiv in der Leber metabolisiert. In vivo wurden keine Hinweise auf eine signifikante Verstoffwechselung von Paliperidon durch die Enzymformen CYP2D6 und CYP3A4 gefunden, obwohl In-vitro-Studien auf eine mögliche Beteiligung hatten schließen lassen.
Die Elimination von Paliperidon erfolgt hauptsächlich über die Nieren, eine Reduzierung der Dosis je nach Nierenfunktion ist erforderlich.

## Indikation
Die Indikation war zunächst auf die Behandlung der Schizophrenie beschränkt.
Seit Anfang 2011 besteht eine Indikationserweiterung zur Behandlung von psychotischen und manischen Symptomen schizoaffektiver Störungen (das erste Neuroleptikum mit dieser Indikation in der Europäischen Union).
Im Dezember 2008 zog die Firma eine zuvor eingereichte Indikationserweiterung zur Behandlung von akuten manischen Episoden bei Bipolar-I-Störungen zurück, da die klinischen Belege als unzureichend beurteilt worden waren.

## Nebenwirkungen
Sehr häufig (über 10 %)
- Schlaflosigkeit

- Parkinsonismus (extrapyramidale Bewegungsstörungen)
- Akathisie (Sitzunruhe)
- Sedierung (Müdigkeit)
- Somnolenz (Benommenheit)
- Kopfschmerzen

Häufig (1–10 %)
- Erregungsleitungsstörungen, verlängerte QT-Zeit (Kardiotoxizität)
- langsamer Herzschlag, schneller Herzschlag, Verlängerung des QT-Intervalls des Herzens
- orthostatische Hypotonie (niedriger Blutdruck)
- Hypertonie (erhöhter Blutdruck)
- Transaminasen (Leberwerte) erhöht
- Pruritus, Hautausschlag
- Arthralgie, Muskelschmerzen, Rückenschmerzen
- Amenorrhö (Ausbleiben der Menstruation)
- Dyspepsie Erbrechen, Übelkeit, Verstopfung, Durchfall
- Asthenie, Fatigue, Fieber
- pharyngo-laryngealer Schmerz
- Husten, Schnupfen
- Bauchschmerzen, abdominale Beschwerden
- Zahnschmerzen
- Mundtrockenheit
- verschwommenes Sehen
- Dystonie, Schwindel, Dyskinesie, Tremor
- Manie, Unruhe, Angst, Depression
- Gewichtszunahme, Gewichtsabnahme, gesteigerter oder verminderter Appetit
- Bronchitis, Infektion der oberen Atemwege, Sinusitis, Harnwegsinfektion, Influenza

Im September 2013 wies der Hersteller (Janssen-Cilag) in einem Rote-Hand-Brief auf das Risiko eines intraoperativen Floppy Iris Syndroms (IFIS) in Verbindung mit einer Behandlung mit Risperidon oder Paliperidon bei Patienten, die sich einer Kataraktoperation (grauer Star) unterziehen hin.

## Ereignisse 2014 in Japan
Am 9. April 2014 meldeten zahlreiche Medien, dass in Japan 17 Schizophrenie-Patienten verstorben seien, nachdem Ärzte ihnen das Medikament Paliperidon gespritzt hätten. Ein ursächlicher Zusammenhang sei unklar und das Mittel sei weder vom Markt genommen, noch wurde vor einer Einnahme grundsätzlich abgeraten. Es liegt (Stand 9. April 2014) keine Warnung der deutschen oder europäischen Zulassungsbehörden vor. Bei Spiegel Online heißt es: „Janssen Pharmaceuticals wies Ärzte in Japan an, das Medikament mit großer Sorgfalt anzuwenden und auf mögliche Nebenwirkungen vor allem in Kombination mit anderen antipsychotischen Mitteln zu achten. Die Substanz bleibt demnach nach der Injektion mindestens vier Monate im Körper. Einige der Patienten starben erst rund 40 Tage nach Verabreichung. In Japan wird es seit November 2013 als Injektion verabreicht. Seitdem wurden dort fast 11.000 Menschen damit behandelt.“

## Isomerie und chemische Eigenschaften
Paliperidon ist chiral. Es wird arzneilich als Racemat eingesetzt. Es gehört zur Gruppe der Benzisoxazol-Derivate. Paliperidon ist kaum löslich in 0,1 N Salzsäure und Dichlormethan; praktisch unlöslich in Wasser, 0,1 N Natriumhydroxid und n-Hexan; sowie wenig löslich in N,N-Dimethylformamid.

## Zulassung und Vermarktung
Paliperidon ist in oraler Form als Retardtablette (Invega) seit Juni 2007 in der ganzen EU (zentrale Zulassung) und seit Mai 2008 auch in der Schweiz zugelassen.
2011 erhielt eine Depotform (Handelsname Xeplion, Wirkstoff Paliperidon-Palmitat, ein Palmitinsäureester des Paliperidons) die Zulassung der Europäischen Kommission. Die Verabreichung erfolgt durch intramuskuläre Injektionen im Abstand von einem Monat.
Im Jahr 2016 kam Trevicta auf den Markt. Hierbei handelt es sich wie bei Xeplion ebenfalls um ein Paliperidon-Palmitat-Depotpräparat. Dieses wird in höherer Wirkstoff-Dosierung als Xeplion alle drei Monate intramuskulär gespritzt. Es ist zugelassen zur Erhaltungstherapie bei Schizophrenie bei Erwachsenen, die stabil auf das Ein-Monats-Depotpräparat eingestellt wurden. 2020 folgte die Zulassung von Byannli, das alle sechs Monate injiziert wird.

## Externe Links zu erwähnten Verbindungen
1. ↑  Externe Identifikatoren von bzw. Datenbank-Links zu Paliperidonpalmitat:  CAS-Nr.: 199739-10-1, EG-Nr.: 682-873-3, ECHA-InfoCard: 100.208.402, PubChem: 9852746, ChemSpider: 8028457, Wikidata: Q27157250.